# Lasiophila prosymna
Lasiophila prosymna är en fjärilsart som beskrevs av William Chapman Hewitson 1857. Lasiophila prosymna ingår i släktet Lasiophila och familjen praktfjärilar. Inga underarter finns listade i Catalogue of Life.

## Bildgalleri

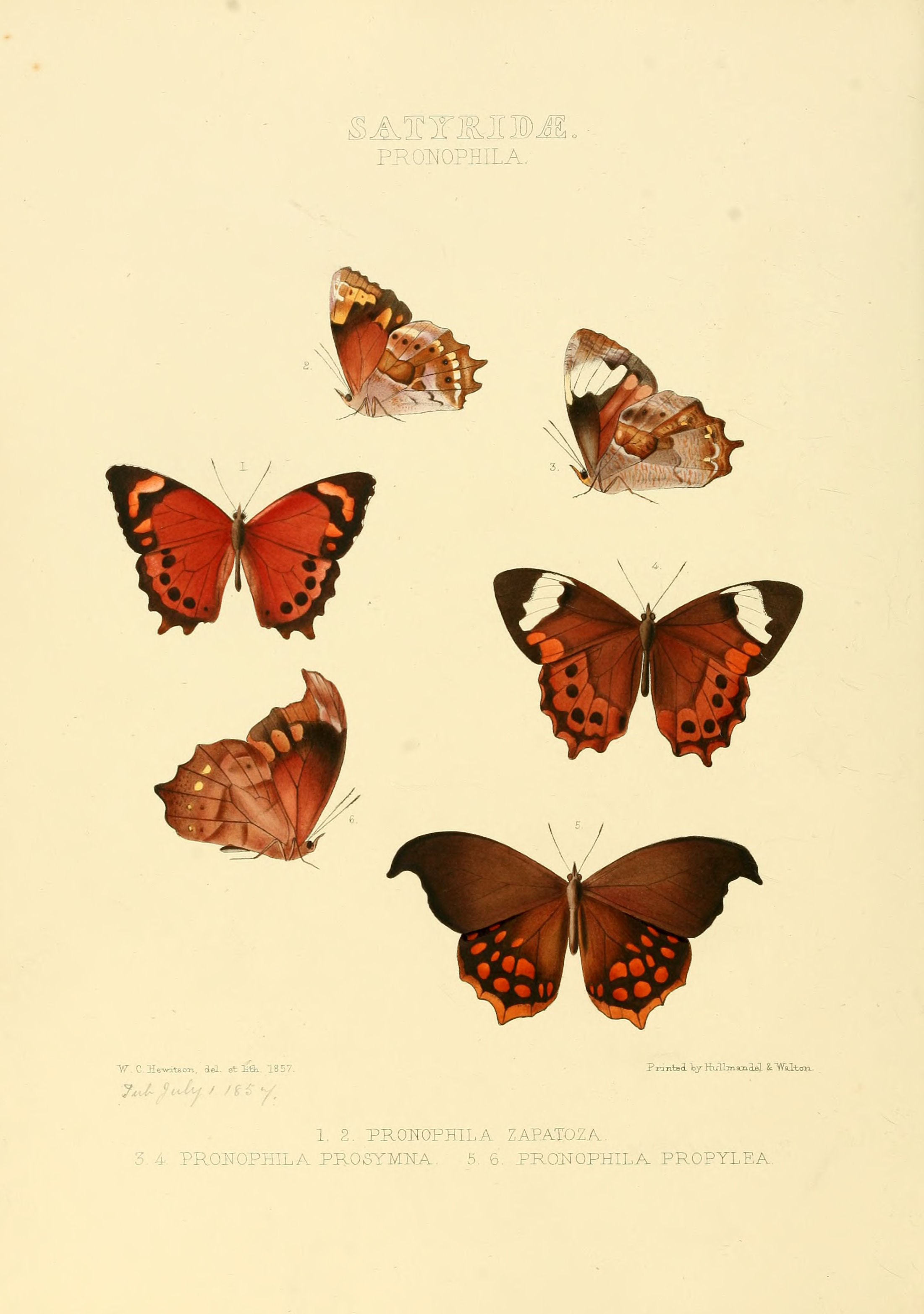